# 蘭亭集序米芾詩題本

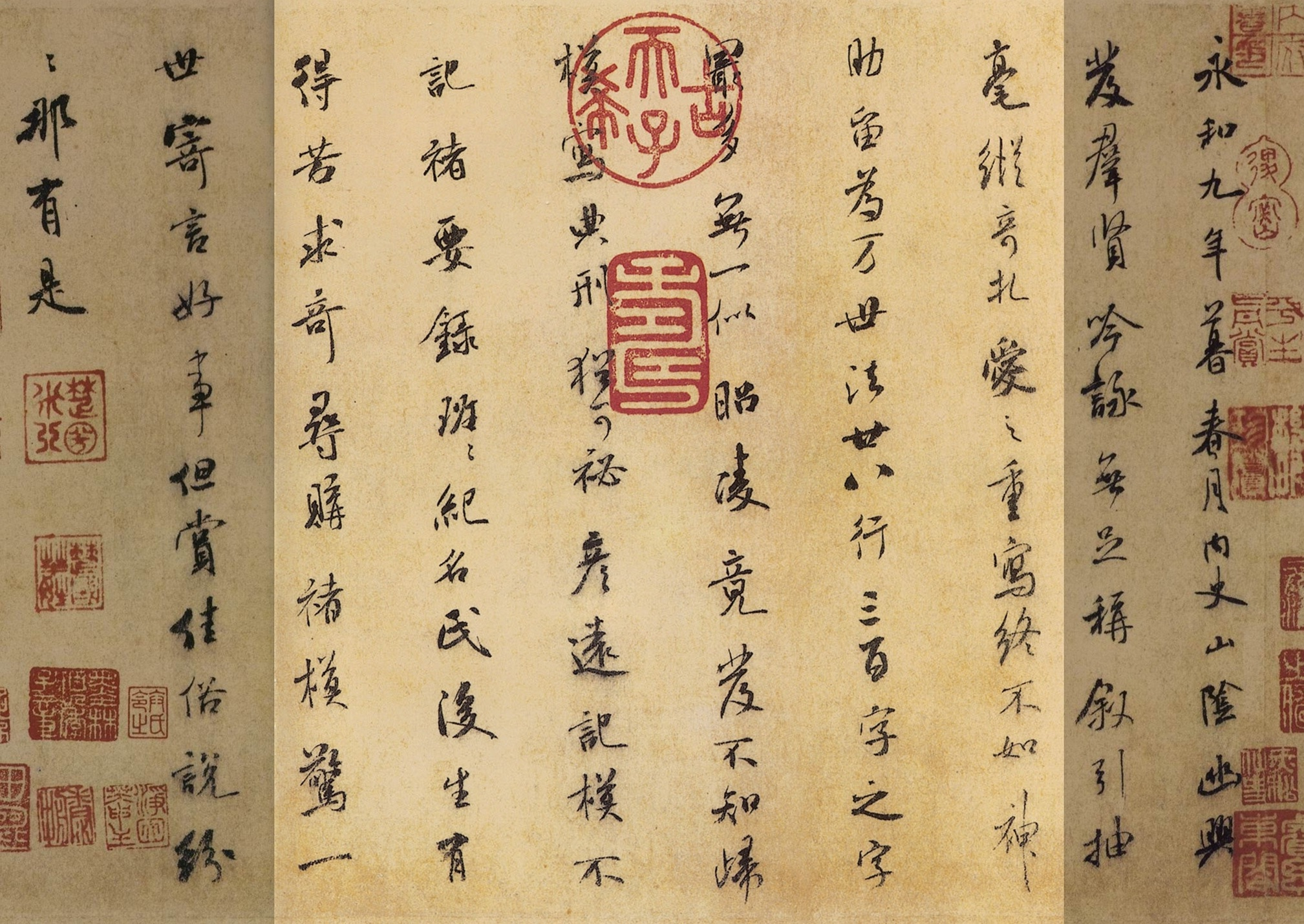
第一後紙米芾詩題

《蘭亭集序米芾詩題本》，傳為《蘭亭集序》的唐朝褚遂良摹本，故簡稱「褚摹蘭亭」，現藏于北京故宫博物院。
全卷由兩幅紙拼接，第一張19行，第二張9行，排列較松勻，以臨寫為主，勾描為輔。有宋、元、明代諸家題跋和觀款，以及鑒藏印記215方，另有半印4方。

## 考證
《米芾詩題本》舊傳為唐代褚遂良所摹，因卷前項元汴標題「褚摹王羲之蘭亭帖」而被簡稱為「褚摹蘭亭」，但這種說法未必正確。有人認為該卷是北宋摹本。清代卞永誉在題跋中肯定此卷是臨本而非摹本，但仍認為出自褚遂良手筆。

## 影響

### 收藏者
下列是《蘭亭集序米芾詩題本》的部分收藏者：
- （北宋）滕中
- （南宋）紹興內府
- （元）趙孟頫
- （明）浦江鄭氏
- （明）項元汴
- （清）卞永譽
- （清）乾隆內府
- （共和國）北京故宫博物院

### 著錄情況
《蘭亭集序米芾詩題本》曾於下列作品中提到：
- （清）顧復《平生壯觀》
- （清）卞永譽《式古堂書畫匯考》
- （清）吳升《大觀錄》
- （清）安岐《墨緣匯觀》
- （清）《石渠寶笈‧續編》
- （清）阮元《石渠隨筆》

清代，《米芾詩題本》被刻入圓明園「蘭亭八柱」，列為第二。